# Gary Payton (astronauta)
Coronel Gary Eugene Payton, FAEU (20 de junho de 1948), é um ex-astronauta dos Estados Unidos e engenheiro do Manned Spaceflight Engineer Program da FAEU.
Payton voou na STS-51-C, abordo do Ônibus Espacial Discovery em janeiro de 1985. STS-51-C foi a primeira missão do Departamento de Defesa. Payton viajou mais de 1,2 milhões de milhas em 48 órbitas e ficou mais de 73 horas no espaço.
Atualmente é um Distinguished Visiting Professor no Schriever Chair in Astronautics na Academia da Força Aérea, ensinando Engenharia Astronáutica.

## Carreira
Payton serviu como Spacecraft Test Controller de 1976 até 1980, na Estação da Força Aérea de Cabo Canaveral, Flórida. Ele foi selecionado para o Manned Spaceflight Engineer Program em fevereiro de 1980.
Payton é um ex-Deputy Under Secretary of the Air Force para Programas Espaciais.

## Vida pessoal
Gary Payton casou-se com Sue Payton e eles tem uma filha, Courtney.